# Maska červené smrti
Maska Červené smrti nebo též Maska rudé smrti a Maska Rudé smrti (anglicky The Masque of the Red Death, původním názvem The Mask of the Red Death: A Fantasy) je povídka Edgara Allana Poea poprvé publikovaná roku 1842 v Graham's Magazine.

## Příběh
Pandemie moru již dlouho plení zemi, dosud žádná morová rána nebyla tak obludná, padla mu za oběť již polovina říše. Princ Prospero si prozíravě přichystal azyl, kde se hodlá ukrýt. Vypraví se do odlehlého kláštera i s početným doprovodem zdravých přátel, rytířů a dvorních dam. Klášter byl vybaven zásobami, takže byl schopen čelit venkovnímu šílenství za jeho zdmi, aniž by se osazenstvo uvnitř znepokojovalo. Princ pamatoval i na všelijaké radovánky, najal komedianty, baletky, hudebníky, víno teklo proudem. Jen blázen by se staral o to, co se děje venku. Brány byly uzavřeny a závory zataveny, dovnitř ani ven se nikdo nedostane.
Koncem pátého či šestého měsíce uspořádal princ pro svých tisíc přátel velkolepý maškarní ples, zatímco venku zuřil mor v plné intenzitě. Klášter má několik komnat, každá z nich je vyvedena v různých barvách. Je to dílo princova vkusu. V západní černé komnatě má světlo pronikající dovnitř rudým sklem gotických oken děsivý účinek, vyvolává strach, jenž je podpořen hlubokým zvukem mohutných ebenových hodin. Kdykoliv začnou odbíjet, zábava je na chvíli přerušena a lidé v sále zneklidní. Nejistota je všudypřítomná.
Maškarní bál pokračuje, koná se přehlídka originálních a vtipných masek, když se opět ozvou hodiny odbíjející půlnoc. Shromážděné dvořanstvo zaznamená přítomnost nového hosta, jenž si zvolil odpudivou masku – vzal na sebe podobu Červené smrti. Princ Prospero zrudne hněvem a káže chopit se přítomného ve zrůdné masce a strhnout mu ji. Vychrtlý muž v masce však vzbuzuje svým ledovým klidem a pomalou chůzí posvátnou bázeň a nikdo se neodváží vztáhnout na něj ruku. Princ tasí dýku a spěchá k postavě, jež je otočena zády k němu. V momentě se nezvaný host otočí a princ klesá mrtev k zemi. Každému v sále je jasné, že Červená smrt si přišla pro své poddané. Nikdo neunikne.

## Česká a slovenská vydání
Česky či slovensky vyšla povídka v následujících sbírkách nebo antologiích:
Pod názvem Maska červené smrti:
- Anděl pitvornosti (Argo, 2007)
- Fantastické povídky (Svoboda, 1968)
- Jáma & kyvadlo a jiné fantastické příběhy (Nakladatelství XYZ, 2007)
- Jáma a kyvadlo a jiné povídky (Odeon 1975, 1978, 1987, 1988 a Levné knihy KMa 2002 [1]
- Pád do Maelströmu a jiné povídky (Argo, 2007, ISBN 978-80-7203-939-5, překlad Josef Schwarz a Ladislav Šenkyřík, vázaná, 248 stran, autor obálky: Alén Diviš)
- Předčasný pohřeb: Horrory a jiné děsivé příběhy (Hynek s.r.o., 1999)
- V mistrově stínu: Povídky Edgara Allana Poea (Nakladatelství XYZ , 2010, ISBN 978-80-7388-301-0, překlad Vítězslav Nezval, Tomáš Pekárek, Josef Schwarz, Ladislav Šenkyřík, Jaroslav Vrchlický, vázaná, 384 stran, obálka: Isifa Image Service a Jakub Karman)
- Zrádné srdce: Výbor z díla (Naše vojsko, 1959, překlad Josef Schwarz, vázaná s papírovým přebalem, 676 stran)

Pod názvem Maska rudé smrti:
- Edgar (Dryada, 2008)

Pod názvem Maska Rudé smrti:
- Fantastic Tales / Fantastické příběhy (Fragment, 2004)

Pod názvem Maska Červenej smrti:
- (slovensky) Zlatý skarabeus (Tatran, 1967, 295 stran)

## Filmová a hudební zpracování
Film
- černobílý neozvučený film A Specter Haunts Europe z r. 1923, SSSR, režie Vladimir Gardin.[2]
- film Maska rudé smrti z r. 1964 (Spojené království), 89 min, režie Roger Corman, hrají Vincent Price, Hazel Court, Jane Asher, Nigel Green, Patrick Magee. [3]
- krátký film Masca crvene smrti z roku 1969, Jugoslávie, produkce Zagreb film, režie Branko Ranitovic a Pavao Stalter.[4]
- krátký film Le Masque de la Mort rouge, 2006, produkce Tarantula production, režie Jacques Donjean.

Hudba
- Americká heavy metalová kapela Crimson Glory vydala song s názvem „Masque of the Red Death“ inspirovaný povídkou E. A. Poea na svém albu z r. 1988 „Transcendence“.
- Německá metalová kapela Stormwitch vydala song s názvem „Masque Of The Red Death“ inspirovaný povídkou E. A. Poea na svém albu z r. 1985 „Tales Of Terror“.
- Americká post-hardcorová kapela Thrice vydala song s názvem „The Red Death“ inspirovaný povídkou E. A. Poea na svém albu z r. 2002 „The Illusion of Safety“.
- Americkou metalovou kapelu The Red Death inspirovala ve volbě názvu nemoc z povídky E. A. Poea.
- Italská prog rocková kapela Mad Puppet vydala song s názvem „The Masque of the Red Death“ inspirovaný povídkou E. A. Poea na svém debutovém albu „Masque“.
- Kytarista Michael Romeo z kapely Symphony X vydal instrumentální skladbu „Masque of the Red Death“ na své sólové desce z r. 1994 s názvem „The Dark Chapter“.
- Švýcarská blackmetalová skupina Samael vydala v roce 1994 skladbu "Mask of the Red Death" na albu Ceremony of Opposites.